# Marvin Möller (Basketballspieler)
Marvin Caspar Möller (* 26. September 2002) ist ein deutscher Basketballspieler.

## Werdegang
Möller durchlief die Jugendabteilung des TSV Quakenbrück. Im Vorfeld der Saison 2020/21 erhielt einen Platz im Zweitligaaufgebot der Artland Dragons, wurde im Januar 2020 erstmals von den Quakenbrückern in der 2. Bundesliga ProA eingesetzt und erhielt weiterhin zusätzliche Spielzeit in der Herrenmannschaft des TSV Quakenbrück (2. Regionalliga), in dessen Aufgebot er 2018 aufgenommen worden war. Für die Artland Dragons spielte er bis 2023, fortan ausschließlich für den TSV Quakenbrück.